# 木兰花开社工服务中心
北京木兰花开社工服务中心，简称木兰花开，是一家位于北京的公益机构，服务来京务工的打工女性，成立于2010年。创办人齐丽霞本身也是外来工，在中国南方的工厂流水线工作，期间参加过公益机构举办的活动并受到启发，移居到北京后，创办了木兰花开。木兰花开以文艺活动，满足女工精神生活为主，也鼓励女工以文艺创作向公众发声。机构工作人员在4到6个人左右，服务的主要是周边几个城边村工作的女工。

## 发展经过
木兰花开在2010年成立于北京，由齐丽霞和几名理念相近，同为流动女性的朋友一同创立，早期没有经费来源，她们都是用自己的积蓄运作。齐丽霞因儿子到北京的打工子弟学校上学，便搬到北京，此前她在南方的工厂打工，最初她想在工余时间写文章、小说，但工厂的劳动强度令她无法适应，也跟不上年轻工友的节奏，令她非常苦闷。到北京后，她不想再找相近的工作，受到在南方公益组织活动的启发，她想到可以开办支持基层流动女性的组织。
木兰花开的机构最初开在北京五环外的东三旗村，据说这片区域居住有3万多外来工人。机构创办后，齐丽霞和团队用调查问卷了解在京基层女性打工者收入、交友、生活娱乐等情况，结论是女工普遍精神文化生活很匮乏，没有放松的场所，烦闷时候也只能与家人和父母打电话，同时女工都有学习欲望，想学习英语、电脑、唱歌、跳舞等。她们根据了解到的情况，来设计活动。
2017年至2019年，木兰花开参与了话剧《生育纪事》的创作，该剧以社区流动女性的真实故事为蓝本，演员也全是流动女性。2021年，木兰花开和北京悦•美术馆合作做游戏剧场，以展示基层流动女工的人生经历。

## 工作理念
木兰花开认为，机构与社区女工之间的关系，不只是“求助与帮助”的单向关系，而是“网状的关系”，大家因为“木兰花开”产生交集，相互支持。

## 主要工作
支持女工的日常生活：提供儿童活动和亲子早教，活动中心有图书和手工等，一年中大部分时间都对外开放。
日常文艺活动：组织女工进行摄影和写作课，歌曲创作等活动
公开演出：有“木兰女工文艺队”，以及舞台剧、歌唱等公开演出活动，重要创作作品有舞台剧《生育纪事》和游戏剧场《木兰的故事》。